# Mecyna marcidalis
Mecyna marcidalis is een vlinder uit de familie grasmotten (Crambidae). De wetenschappelijke naam van deze soort is voor het eerst voorgesteld als Botys marcidalis door August Fuchs in een publicatie uit 1879.
De soort komt voor in Noord-Macedonië, Turkije, Syrië, Israël, Armenië, Azerbeidzjan, Iran en Afghanistan.